# Togliatti Challenger 2005
Il Togliatti Challenger 2005 è stato un torneo di tennis facente parte della categoria ATP Challenger Series nell'ambito dell'ATP Challenger Series 2005. Il torneo si è giocato a Togliatti in Russia dal 25 al 31 luglio 2005 su campi in cemento.

## Vincitori

### Singolare
Igor' Kunicyn ha battuto in finale  Viktor Bruthans con il punteggio di 6–1, 6–2

### Doppio
Scott Lipsky /  Mark Nielsen hanno battuto in finale  Flavio Cipolla /  Massimo Ocera con il punteggio di 6–2, 6–3